# Поповка (Роменский район)
Поповка (укр. Попівка) — село, Роменская городская община, Роменский район, Сумская область, Украина.
Код КОАТУУ — 5924182005. Население по переписи 2001 года составляло 94 человека .

## Географическое положение
Село Поповка находится на левом берегу реки Сула, выше по течению на расстоянии в 0,5 км расположено село Беловод, ниже по течению на расстоянии в 1 км расположено село Москалевка, на противоположном берегу — сёла Коржи и Садовое. Река в этом месте извилистая, образует лиманы, старицы и заболоченные озёра.